# Mars (Ardèche)
Mars – miejscowość i gmina we Francji, w regionie Owernia-Rodan-Alpy, w departamencie Ardèche.
Według danych na rok 1990 gminę zamieszkiwało 181 osób, a gęstość zaludnienia wynosiła 10 osób/km² (wśród 2880 gmin regionu Rodan-Alpy Mars plasuje się na 1445. miejscu pod względem liczby ludności, natomiast pod względem powierzchni na miejscu 593.).